# Мушезіб-Мардук
Мушезіб-Мардук (д/н — 689 до н. е.) — цар Вавилону в 693—689 роках до н. е. Ім'я перекладається як «Мардук врятуй мене».

## Життєпис
Умовно відносять до IX Вавилонської династії. Належав до «князьків» халдейського племені даккурі із столицею в Біттуту. Підтримував боротьбу вавилонського царя Мардук-апла-іддіни II проти Ассирії. З приводу цього вперше згадується в ассирійських хроніках близько 700 року до н. е., коли ассирійський цар Сін-аххе-еріба завдав поразки Мушезіб-Мардуку, захопивши його столицю. Останній втік до Еламу.
Ймовірно зумів повернутися у 694 році до н. е. за підтримки еламітів. Підтримував боротьбу царя Нерґал-ушезіба проти Ассирії. Після загибелі того 693 року до н. е. Мушезіб-Мардук стає новим царем Вавилону. Долучився до антиассирійської коаліції, куди увійшли Елам на чолі з царем Хумпан-німеном, перські племена, народи Загросу, арамеї. Вирішальна битва відбулася 691 року до н. е. при місті Халулі (біля гирла річки Діяла). Сін-аххе-еріба заявляє в своїй хроніці, що розгромив союзників, вбивши силу-силенну ворогів і захопивши багато ворожих воєначальників, зокрема сина колишнього вавилонського царя Мардук-апла-іддіни II (Набу-шум-ішкуна). Втім вавилонська хроніка повідомляє про перемогу союзників. Ймовірно, що насправді битва завершилися внічию, або дісталася ассирійцям настільки дорогою ціною, що вони не мали сил розвивати успіх.
689 року до н. е. цар Вавилону опинився у складній ситуації, коли у квітні цього року еламський цар Хумбан-німена тяжко захворів, чим була зведена нанівець допомога Елама Вавилону. За цих обставин ассирійське військо знову виступило проти Вавилонського царства. Не маючи змоги чинити спротив, Мушезіб-Мардук зачинився у Вавилоні. Облога тривала 9 місяців, і в грудні 689 року до н. е. ассирійці захопили Вавилон. Місто було пограбоване і сплюндроване. Населення частково переселене, частково перетворене на рабів. Статуя Мардука і скарби храмів були відправлені до Ніневії. Туди ж був доставлений і полонений цар Вавилона Мушезіб-Мардук. Потім ассирійський цар наказав повністю зруйнувати Вавилон, після чого затопити водами річки Євфрат те місце, де він розташовувався. Мушезіб-Мардука напевне було страчено незабаром. Влада над Вавилонією перейшла до Сін-аххе-еріби.